# سیارک ۲۶۲۶۸
سیارک ۲۶۲۶۸ (به انگلیسی: 26268 Nardi، نامگذاری:1998RY55)۲۶۲۶۸مین سیارک کشف شده‌است که در ۱۴ سپتامبر ۱۹۹۸ کشف شد.